# Јон Јанку
Јон Јанку (рум. Ion Iancu; Велики Комлуш, 21. септембар 1931 — Темишвар, 1. септембар 2008), диригент, рођен је у Великом Комлушу, округ Тимиш (недалеко од границе са Србијом, код Накова - Кикинда), у Румунији. Завршио је Музички Конзерваторијум „Георге Дима” (Conservatorul de Muzica „Gheorghe Dima“) у Клужу у периоду од 1951. до 1956, на одсеку за педагогију и хорско дириговање, паралелно студирајући певање код професора Г. Симионескуа и Албера Д'Андреа.
У периоду 1956 — 1961, је солиста (бас-баритон) у Музичком Театру „Н. Леонард” у Галацију, од 1963. па до 1983. је најпре асистент и диригент хора, а затим и диригент Опере у Клужу („Opera Româna Cluj-Napoca”), након чега прелази у Темишвар где је до 1990. диригент опере („Opera Româna - Timişoara”). Следеће две године је диригент и уметнички саветник у сарајевској опери, где у међувремену сарађује са симфонијским оркестром и Сарајевском Филхармонијом. Након избијања рата у Босни и Херцеговини вратио се у Темишвар, где је био генерални директор и диригент Опере. Као дугогодишњи диригент Опере Српског народног позоришта из Новог Сада, у којој је поставио и обновио многа дела оперске литературе („Фауст” Шарла Гуноа, „Риголето” Ђузепеа Вердија, „Кармен” Жоржа Бизеа, „Лучија од Ламермура” Гаетана Доницетија и др.), обављао је и дужност директора Опере СНП-а у 2003. години. Од 1993. године је био и професор на Факултету музичких уметности на Универзитету у Темишвару.
Маестро Јанку је дириговао великим делима опере, оперете и балета. Као диригент је радио и гостовао у многим градовима, како Румуније (Темишвар, Клуж, Галаци, Арад, Орадеа, Сату-Маре...), тако и у иностранству (Скопље – Македонија, Кишињев – Молдавија, Нови Сад – Србија, Италија, Данска, Холандија, Пољска, Чехословачка, Украјина, Литванија, Бугарска, Мађарска...).
Преминуо је 1. септембра 2008. године у Темишвару.